# Берг (Таунус)
Берг (њем. Berg) општина је у њемачкој савезној држави Рајна-Палатинат. Једно је од 137 општинских средишта округа Рајн-Лан. Према процјени из 2010. у општини је живјело 243 становника. Посједује регионалну шифру (AGS) 7141009.

## Географски и демографски подаци
Берг се налази у савезној држави Рајна-Палатинат у округу Рајн-Лан. Општина се налази на надморској висини од 290 метара. Површина општине износи 3,3 km². У самом мјесту је, према процјени из 2010. године, живјело 243 становника. Просјечна густина становништва износи 74 становника/km².